# Odpájení
Odpájení je soubor metod používaných v elektrotechnice k šetrnému oddělení součástek spojených pájením. Využívá se především při vývojových pracích na elektrotechnických zařízeních a při opravách.

## Účel odpájení

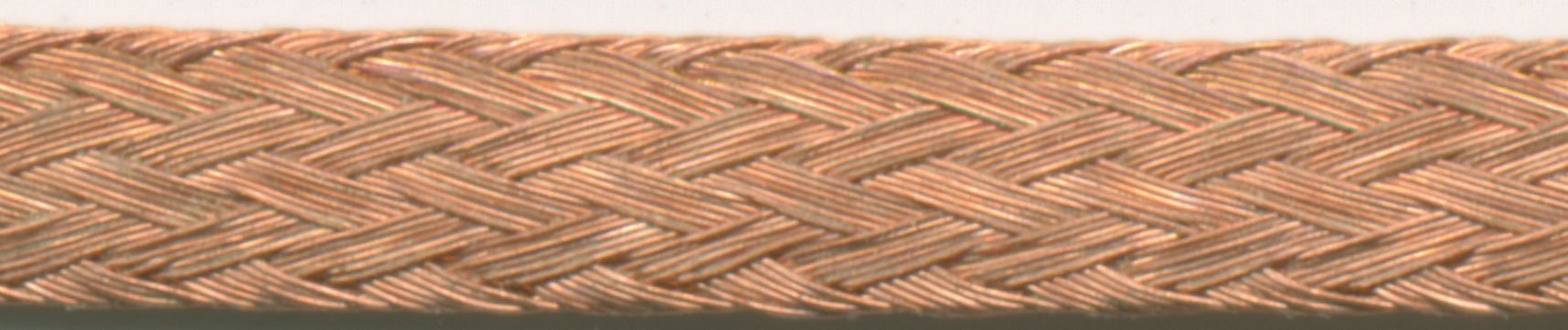
Pletenec z jemných měděných drátků

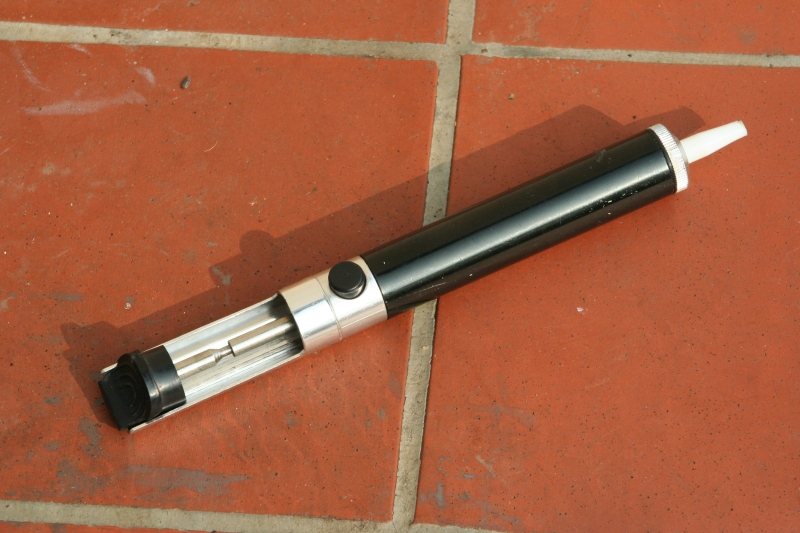
Ruční pístová odsávačka pájky

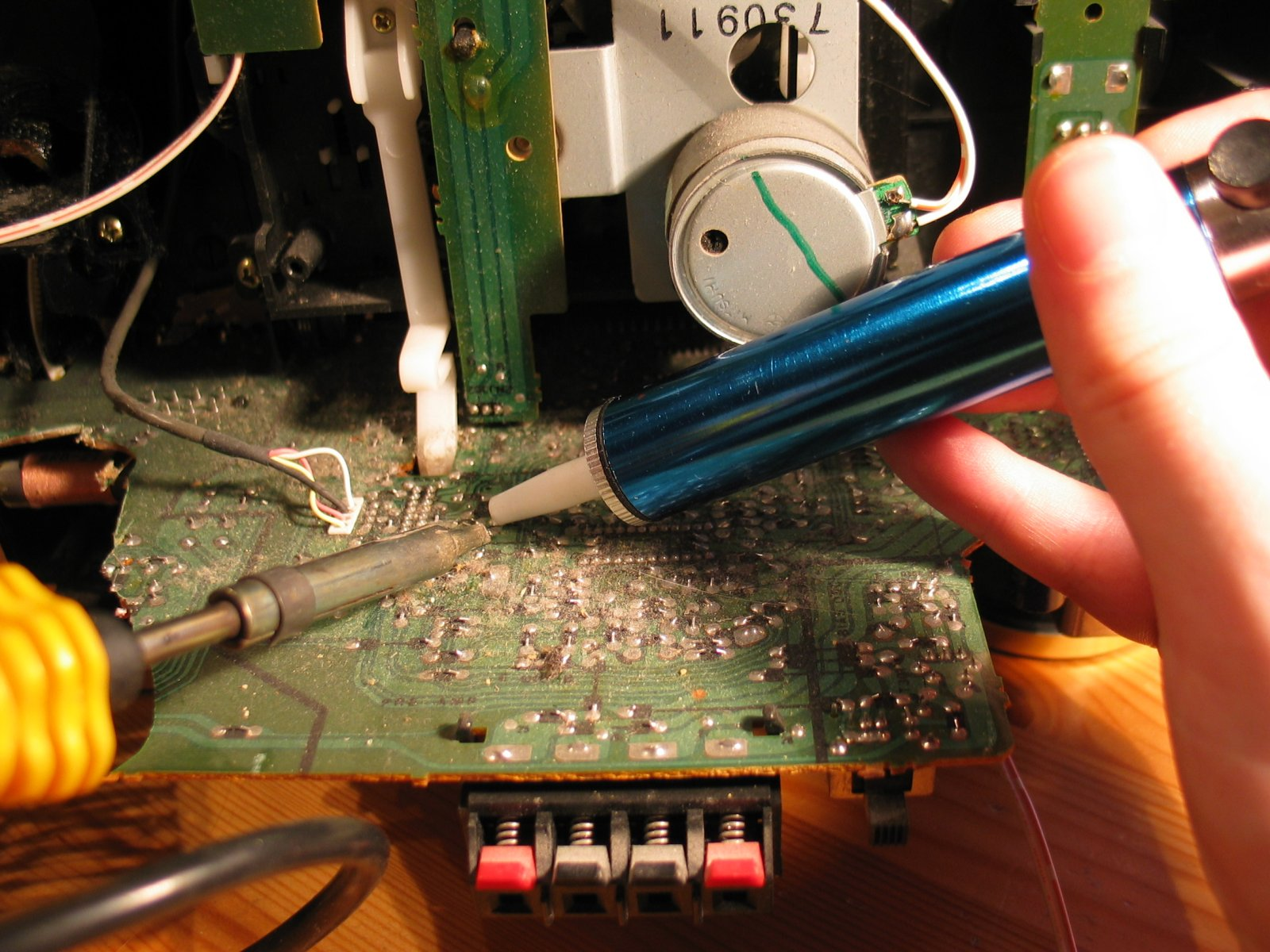
Příklad použití odsávačky

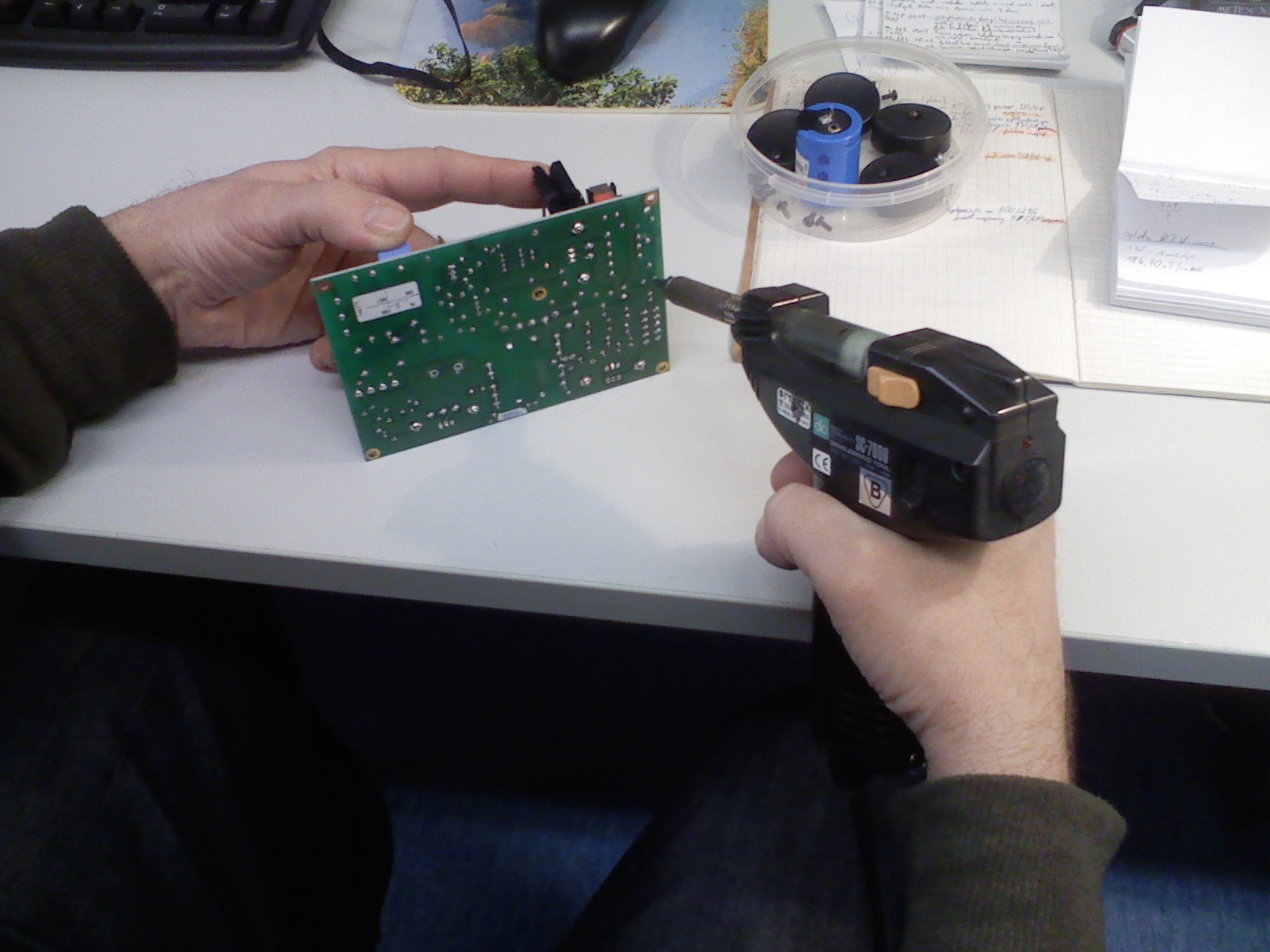
Odpájecí "pistole", nástroj, který kombinuje v jedné hlavici ohřev i odsávání

Pro vyjmutí elektronických součástek z desky plošného spoje nebo odpojení pájeného přívodu (např. konektoru) je nutné odsát z pájeného spoje pájku. Z principu pájeného spoje vyplývá, že spojované součásti by pájením neměly být nataveny. Po odstranění pájky ze spoje by nám měly zůstat původní povrchy. U skutečných součástek, vodičů a spojů je realita trochu jiná. Na rozhraní pájeného povrchu a pájky vždy vzniká tenká difuzní vrstva, ve které atomy kovů pájecí slitiny vnikají do povrchové vrstvy vodiče nebo vývodu součástky. U pokovených vývodů součástek (pozlacených) může dojít k rozpuštění této vrstvy a odplavení ušlechtilého kovu do pájky. Po odstranění pájky nevzniknou na součástkách plnohodnotné povrchy a skoro vždy je nutné před dalším zapájením povrch očistit a aktivovat. Při recyklaci vyřazených elektronických zařízení je pájka jednou z ceněných výstupních surovin. Po přetavení, vyčištění a úpravě složení může být znovu využita. Samotná recyklace pájky nemusí být přitom nijak náročná. U pájek pro klempířské použití (pájení střešních krytin, rozvodů vody pro ústřední topení) jsou požadavky na čistotu mnohem mírnější, než u slitin pro elektroniku.

## Metody odpájení/odsátí pájky ze spoje
- Odsátí pájky pletencem z tenkých měděných drátků – zapájený spoj se ohřívá páječkou (nejlépe tělískovou, transformátorová není vhodná) a současně je ke spoji přiložen konec pletence. Po roztavení se pájka kapilárními silami nasaje do pletence z drátků. Před dalším odsáváním pájky je třeba část pletence zaplněnou pájkou odstřihnout.
- S pomocí ruční, pístové odsávačky – vlastní odsávačka je tvořena pístem se špičkou z materiálu, ke kterému pájka nepřilne. Píst se stlačí proti odporu vložené pružiny. Zapájený spoj se ohřívá páječkou a ke spoji se přiloží i špička odsávačky. V okamžiku roztavení pájky se uvolní píst a ten „nasaje“ roztavenou pájku, která ve formě drobounkých kuliček zůstane uvnitř odsávačky.
- Odpájecí soupravou – často součást pájecí stanice, kde jedním nástrojem je i páječka s regulací teploty. Odsávačka je samostatná hlavice tvořená vyhřívanou dutou špičkou s hadicí napojenou na membránový kompresor. Vnější část hlavice ohřívá pájku až do roztavení, současně kompresor odsává vzduch z místa ohřevu. Jakmile je pájka dostatečně ohřátá, je stržena proudem vzduchu do zásobníku u kompresoru.

## Odpájení integrovaných obvodů

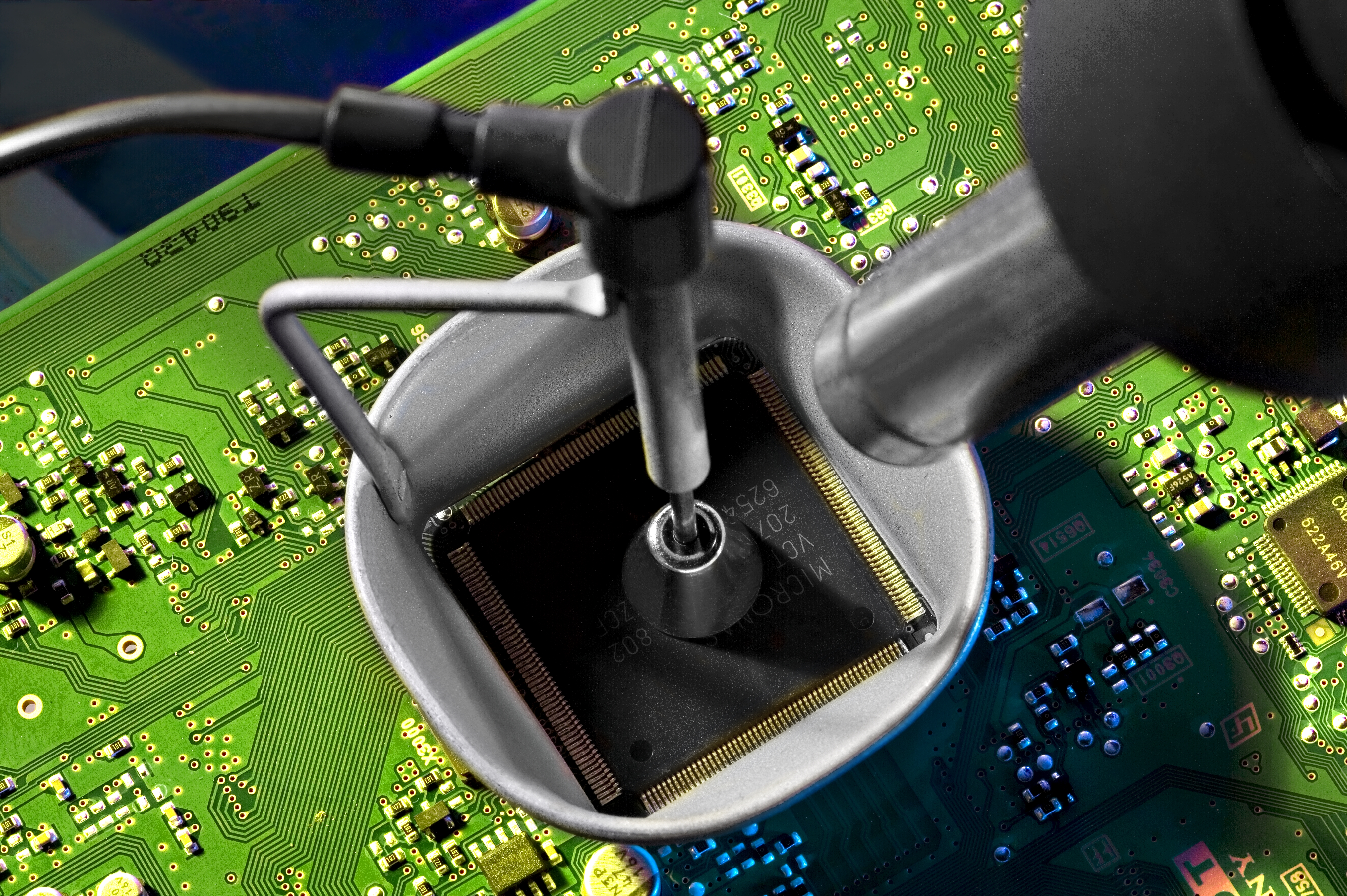
Všechny vývody integrovaného obvodu je nutné ohřát na teplotu tavení pájky současně, zde horkým vzduchem

Pro odpájení integrovaných obvodů se užívají zařízení schopná ohřát všechny vývody současně. U integrovaných obvodů na DPS s prokovenými otvory může mít toto zařízení formu minivlny, překryté maskou s výřezem přesně na rozměr obvodu. Na minivlnu se shora nasadí plošný spoj. Vlna pájky (vroucí pájka) "oplachuje zapájené vývody a ohřívá je. Pro SMT součástky lze použít proud horkého vzduchu směrovaný na integrovaný obvod, případně ještě usměrněný clonou nasazenou na obvod. Běžně se používá také mechanická pomůcka, stojánek nebo táhlo, která nevelkou silou odtahuje integrovaný obvod od desky. V okamžiku, kdy je zahřáta veškerá pájka, celý obvod naráz odskočí. Počítá se s tím, že použitelný by měl zůstat plošný spoj, integrovaný obvod se zpravidla při odpájení zničí.